# Marie Comnène (reine de Hongrie)
Pour les articles homonymes, voir Marie Comnène.
Marie Comnène fut reine de Hongrie par mariage.
Elle était fille d'Isaac Comnène et de Theodora Kamaterina, et petite-fille de l'empereur Jean II Comnène.
Elle épouse en 1156 Étienne IV, roi de Hongrie.